# Saison 2 des Tortues Ninja
Chronologie
Saison 1 Saison 3
Cet article présente les épisodes de la deuxième saison de la série télévisée d'animation américaine Les Tortues Ninja diffusée du 12 octobre 2013 au 26 septembre 2014 sur Nickelodeon.
En France, la deuxième saison est diffusée du 4 novembre 2013 au 13 octobre 2014 sur Nickelodeon France puis rediffusée sur France 3 et France 4.

## Épisodes
| № | #  | Titre français / (Titre original)                                              | Réalisation                    | Scénario                           | Première diffusion | Première diffusion | Audiences |
| --- | -- | ------------------------------------------------------------------------------ | ------------------------------ | ---------------------------------- | ------------------ | ------------------ | --------- |
| 27 | 1  | Mutation accidentelle (The Mutation Situation)                                 | Sebastian Montes et Ciro Nieli | Brandon Auman                      | 12 octobre 2013    | 4 novembre 2013    | 2,68      |
| Quelques mois ont passé depuis la défaite des Kraangs et de Shredder. Fort de leur victoire, les Tortues relâchent leur vigilance, ce qui inquiète leur maître. mais quand la sphère de communication Kraang se remet à émettre, le quatuor doivent intercepter une cargaison secrète transportée par un vaisseau furtif Kraang. Hélas, leur négligence plongera la ville entière dans le chaos... |    |                                                                                |                                |                                    |                    |                    |           |
| 28 | 2  | Qui est le Chef ? (Follow the Leader)                                          | Michael Chang                  | Todd Garfield                      | 2 novembre 2013    | 11 novembre 2013   | 2,49,     |
| Alors qu'ils se décident à traquer les tubes de mutagènes qu'ils ont accidentellement déversés dans la ville, Leo propose un entraînement spécial à ses frères. mais ceux-ci ne respectent pas les règles imposées par Leo, ce qui le contrarie fortement. Pendant ce temps, Karai profite de l’absence de son père pour mettre un plan sur pied, pour attirer Maître Splinter. |    |                                                                                |                                |                                    |                    |                    |           |
| 29 | 3  | L'invasion des écureuils mutants (Invasion of the Squirrelanoids)              | Alan Wan                       | Eugene Son                         | 19 octobre 2013    | 18 novembre 2013   | 2,61      |
| Grâce au nouveau traceur de Donnie, les Tortues repèrent un tube sur les lieux du cinéma... Et assistent à un événement inédit : Un écureuil (apparemment mutant) rentre dans le gosier d'un sans abri. Une fois au repère pour soigner le pauvre homme, l'ambiance devient lugubre... |    |                                                                                |                                |                                    |                    |                    |           |
| 30 | 4  | Mutagène-Man se déchaîne (Mutagen Man unleashed)                               | Sebastian Montes               | Kevin Burke et Chris Wyatt « Doc » | 9 novembre 2013    | 25 novembre 2013   | 2,67      |
| Timothy, alias Mutagène-Man, s'échappe du labo de Donnie après avoir absorber du mutagène. Tout porte à croire que sa cible est April, qui n'a toujours pas pardonné aux Tortue la mutation de son père, et qui doit aider un jeune homme nul en math qui se nomme Casey Jones. |    |                                                                                |                                |                                    |                    |                    |           |
| 31 | 5  | L'Acné mutante de Mikey (Mikey Gets Shellacne)                                 | Alan Wan                       | Thomas Krajewski                   | 16 novembre 2013   | 2 décembre 2013    | 2,67      |
| Pensant que cela lui donnerai une cool attitude, Mikey se pouponne accidentellement de poudre de mutagène provenant du labo de Donnie. Sauf que l'étiquette indiquait "Laisser au frais" (cool peut signifier le froid en anglais), et c'est ainsi que Mikey commence à développer une dangereuse acné qui le met en danger. Sur ordre de Karai, Fishface et Dogpound se mettent à la recherche de Baxter. |    |                                                                                |                                |                                    |                    |                    |           |
| 32 | 6  | Une Cible nommée April O'Neil (Target : April O'Neil)                          | Michael Chang                  | Nicole Dubuc                       | 23 novembre 2013   | 9 décembre 2013    | 2,54      |
| Les Kraangs ont fabriqué un nouveau type de robot, que Karai s'empressera de tester sur sa rivale, April O'Neil. Au contact de Casey, celle-ci commence à culpabiliser d'avoir accuser les Tortues à tort... |    |                                                                                |                                |                                    |                    |                    |           |
| 33 | 7  | Slash, le Destructeur (Slash and Destroy)                                      | Sebastian Montes               | Gavin Hignight                     | 30 novembre 2013   | 6 Janvier 2014     | 2,51      |
| Pour éviter le danger, Raph confisque le tube de mutagène de Donnie dans sa chambre le temps que les choses se calmes au labo. mais il ne prend pas garde, et Spike se met à goûter le liquide flasque. Désormais devenu une montagne de muscle, "Slash" fera tout pour devenir le partenaire idéal de Raph... Le seul. |    |                                                                                |                                |                                    |                    |                    |           |
| 34 | 8  | Le Bon, la Brute et Casey Jones (The Good, the Bad, and Casey Jones)           | Michael Chang                  | Johnny Hartmann                    | 2 février 2014     | 24 février 2014    | 2,69      |
| Casey Jones se méfie de l'existence de créatures étranges dans la ville de New York et décide de devenir lui-même un justicier grâces à ses talentueux dons de hockeyeur. Après avoir mis en déroute les Dragon Pourpre à lui seul, il croise la route d'un Raph rendu furieux par ses frères. |    |                                                                                |                                |                                    |                    |                    |           |
| 35 | 9  | La Conspiration des Kraangs (The Kraang Conspiracy)                            | Alan Wan                       | Brandon Auman                      | 9 février 2014     | 17 février 2014    | 2,87      |
| Au cours d'un entraînement de routine, April et les Tortues découvrent dans un appartement de nombreuses photos sur elle et sa famille. Le journaliste en question se fait vite attaquer par les Kraangs. Fatiguée d'être traitée comme la plus faible du groupe (même si c'est le cas), April défie les conseils de Leo et prend part à leur expédition chez les Kraangs pour découvrir le secret de ses origines. |    |                                                                                |                                |                                    |                    |                    |           |
| 36 | 10 | Fongus monstruosus (Fongus Humungous)                                          | Sebastian Montes               | Mark Henry                         | 16 février 2014    | 1 mars 2014        | 2,81      |
| En route pour le repère, April se met à avoir des hallucinations. Avertis par Casey, les Tortues et lui devront retrouver April, malgré l'apparition soudaine de champignons vivants et fluorescents. |    |                                                                                |                                |                                    |                    |                    |           |
| 37 | 11 | Tête d'acier version 2.0 (Metalhead Rewired)                                   | Alan Wan                       | Peter Di Cicco                     | 23 février 2014    | 3 mars 2014        | 2,66      |
| Les Kraangs kidnappent tous les mutants de la ville, tels que Vic, Slash, le Dr Rockwell ou Kirby O'Neil. Donnie décide de mandater la dernière version de Tête d'acier, devenue autonome, pour les aider à éclaircir ce mystère. |    |                                                                                |                                |                                    |                    |                    |           |
| 38 | 12 | Des rats et des hommes (Of Rats and Men)                                       | Sebastian Montes               | Todd Garfield                      | 2 mars 2014        | 10 mars 2014       | 2,65      |
| Le Dr Falco, le Roi des rats, est de retour, mais cette fois-ci avec une armée de rats géants, qui kidnappent les habitants de New York. |    |                                                                                |                                |                                    |                    |                    |           |
| 39 | 13 | Tremblement de vers, Partie 1 (The Manhattan Project)                          | Michael Chang et Alan Wan      | Brandon Auman et John Shirley      | 14 mars 2014       | 17 mars 2014       | 2,36      |
| Shredder revient de son voyage au Japon, accompagné de son nouveau lieutenant, un féroce homme-tigre du nom de Tiger Claw, tandis que Leo convainc Splinter d'annoncer la vérité sur Karai aux autres. Pour leur part, April et Casey récupère un portail dimensionnel Kraang, dans lequel ils pénètrent avec les Tortues. mais le groupe de Mikey, Leo et Raph est séparé des 3 autres, et de retour à New York, tombe dans une embuscade de Tiger Claw. L'autre groupe se retrouve bloqué entre les dimensions... Les Kraangs à leurs trousses.                                                           |    |                                                                                |                                |                                    |                    |                    |           |
| 40 | 14 | Tremblement de vers, Partie 2 (The Manhattan Project)                          | Michael Chang et Alan Wan      | Brandon Auman et John Shirley      | 14 mars 2014       | 17 mars 2014       | 2,36      |
| À la suite du piège tendu par la capture du groupe de Leo, Shredder kidnappe Splinter et compte lui régler son compte, malgré un léger doute de Karai après que Leo ai avoué son lien de parenté avec leur maître. Le groupe de Donnie, revenu dans le présent, doit également neutraliser les Kraang et leur nouveaux animaux, les Kratatrogones, des vers de l'espace géants qui sont responsables des récents tremblements de terre. |    |                                                                                |                                |                                    |                    |                    |           |
| 41 | 15 | Les Mutants du labyrinthe (Mazes & Mutants)                                    | Michael Chang                  | Eugene Son                         | 20 avril 2014      | 5 mai 2014         | 2,67      |
| Les Tortues tombent sur un jeu, « les mutants du labyrinthe », auquel ils deviennent vite accros, au point de vouloir jouer une partie grandeur nature dans les égouts. mais l'intervention d'un sorcier oiseau va rendre la partie plus vraie que nature... |    |                                                                                |                                |                                    |                    |                    |           |
| 42 | 16 | La Triste mutation de Baxter Stockman (The Lonely Mutation of Baxter Stockman) | Sebastian Montes               | Brandon Auman                      | 27 avril 2014      | 12 mai 2014        | 2,32      |
| Excédé par les échecs de Baxter, Shredder décide d'activer son collier de mutagène, changeant le scientifique en mouche hideuse. mais, libéré de ses chaînes, celui-ci n'a pas dit son dernier mot et compte retrouver son apparence humaine... grâce à April. |    |                                                                                |                                |                                    |                    |                    |           |
| 43 | 17 | Le Retour du Tritonateur (Newtralized !)                                       | Alan Wan                       | Gavin Hignight                     | 4 mai 2014         | 19 mai 2014        | 2,03      |
| Slash et le tritonateur décident de former un duo ayant pour but la destruction radicale des Kraangs. Hélas, les Tortues ne peuvent tolérer que les humains en subissent des dommages collatéraux. |    |                                                                                |                                |                                    |                    |                    |           |
| 44 | 18 | Tête de Pizza (Pizza Face)                                                     | Sebastian Montes               | Kevin Burke et Chris Wyatt « Doc » | 18 mai 2014        | 9 juin 2014        | 2,29      |
| Un mal semble frapper toutes les pizzas de la ville, au grand désespoir de Mikey. Celui-ci devra mener l'enquête avant que les pizzas ne prennent le contrôle de ses amis et son maître. |    |                                                                                |                                |                                    |                    |                    |           |
| 45 | 19 | La Colère de Tiger Claw (The Wrath of Tiger Claw)                              | Michael Chang                  | Christopher Yost                   | 11 mai 2014        | 26 mai 2014        | 2,30      |
| Tiger Claw est de retour, empli d'une rage démesurée contre les Tortues et surtout Casey. Shredder l'envoie en mission avec Karai dans le but de découvrir le repère de leurs ennemis. Karai y voit l'opportunité de découvrir la vérité sur son père... |    |                                                                                |                                |                                    |                    |                    |           |
| 46 | 20 | La Légende du Kuro Kabuto (The Legend of the Kuro Kabuto)                      | Alan Wan                       | Doug Langdale                      | 15 juin 2014       | 16 juin 2014       | 1,87      |
| Un riche collectionneur Russe fait appel à un voleur excentrique du nom de Anton Zeck, réputé pour son matériel cybernétique futuriste. Objectif : Récupérer le casque de Shredder, le Kuro Kabuto. mais il va croiser la route des Tortues, qui ont pour mission de délivrer Karai des geôles de Shredder. |    |                                                                                |                                |                                    |                    |                    |           |
| 47 | 21 | Plan 10 (Plan 10)                                                              | Michael Chang                  | Henry Gilroy                       | 22 juin 2014       | 23 juin 2014       | 2,13      |
| Les Kraangs ont créé une machine capable d’inter-changer les esprits, qu'ils comptent utiliser pour prendre le contrôle des hauts représentants de chaque pays. mais c'est Raph qui sera le premier à goûter à la sensation d'être dans la peau d'un Kraang. |    |                                                                                |                                |                                    |                    |                    |           |
| 48 | 22 | Le Goût de la vengeance (Vengeance is mine)                                    | Sebastian Montes               | Peter Di Cicco                     | 29 juin 2014       | 30 juin 2014       | 2,17      |
| Malgré les réticences de Splinter, les Tortues organise une opération pour secourir Karai. mais Shredder compte sur l'esprit de vengeance de cette dernière pour la re-capturer une nouvelle fois... en tant qu’appât. |    |                                                                                |                                |                                    |                    |                    |           |
| 49 | 23 | Le Fantôme de Chinatown (A Chinatown Ghost Story)                              | Alan Wan                       | Randolph Heard                     | 12 septembre 2014  | 13 septembre 2014  | 1,33      |
| Les Dragons Pourpres réveillent sans le vouloir l'esprits d'un vieux sorcier chinois, emprisonné dans une dague longtemps avant. Ces derniers se voient offerts des pouvoirs magiques et doivent récupérer la fille qui permettra au mage de redevenir de chair et d'os. |    |                                                                                |                                |                                    |                    |                    |           |
| 50 | 24 | Voyage dans la Dimension X (Into Dimension X)                                  | Sebastian Montes               | Doug Langdale                      | 19 septembre 2014  | 20 septembre 2014  | 1,70      |
| Mikey reçoit un message de Leatherhead, toujours piégé dans la Dimension X, et entreprend de le secourir. mais, entrant dans un portail bien avant ses frères, ils ne le retrouveront pas une fois arrivés dans cette étrange lieu où la physique fait ses propres lois. |    |                                                                                |                                |                                    |                    |                    |           |
| 51 | 25 | L'invasion, Partie 1 (The invasion, Part 1)                                    | Michael Chang                  | Brandon Auman                      | 26 septembre 2014  | 13 octobre 2014    | 1,63      |
| Alors que les Tortues mènent des recherches en ville pour retrouver Karai, désormais transformée en serpent, April se voit contrainte de revenir à la planque en compagnie d'Irma, sa meilleure amie... ou pas, puisqu'il s'agit en réalité du second lieutenant de l'armada des Kraangs, spécialiste en espionnage. La découverte de la planque est le début de l'invasion massive des Kraang qui avait été retardée plusieurs jours auparavant. Tandis que la ville est en état de siège, les Tortues et leurs compagnons doivent s'enfuir tout en évitant les forces alliées des Kraangs et de Shredder. |    |                                                                                |                                |                                    |                    |                    |           |
| 52 | 26 | L'invasion, Partie 2 (The invasion, Part 2)                                    | Alan Wan                       | John Shirley                       | 26 septembre 2014  | 13 octobre 2014    | 1,63      |
| Leo tombe dans une embuscade lancée par Shredder. Malgré sa rage de vaincre, il succombera et tombe dans le coma. Splinter, aidé par Leatherhead, fera de nouveau face à son rival pour venger son fils. De leur côté, Donnie, Raph, Mikey, April et Casey trouverons refuge chez le père d'April, lorsqu'ils seront retrouvés par Rahzar, Fisface et Tiger Claw . Donnie propose donc de retourner au repère afin de tester le nouveau robot tortue qu'il a mis au point. |    |                                                                                |                                |                                    |                    |                    |           |